# Carré d'art
 (août 2019).
Carré d'art est un équipement culturel de ville de Nîmes rassemblant le musée d'art contemporain et la bibliothèque municipale classée. Le bâtiment a été conçu par l'architecte britannique Norman Foster et se situe sur l’ancien forum face à la Maison carrée. Il a été inauguré en mai 1993.

## Historique

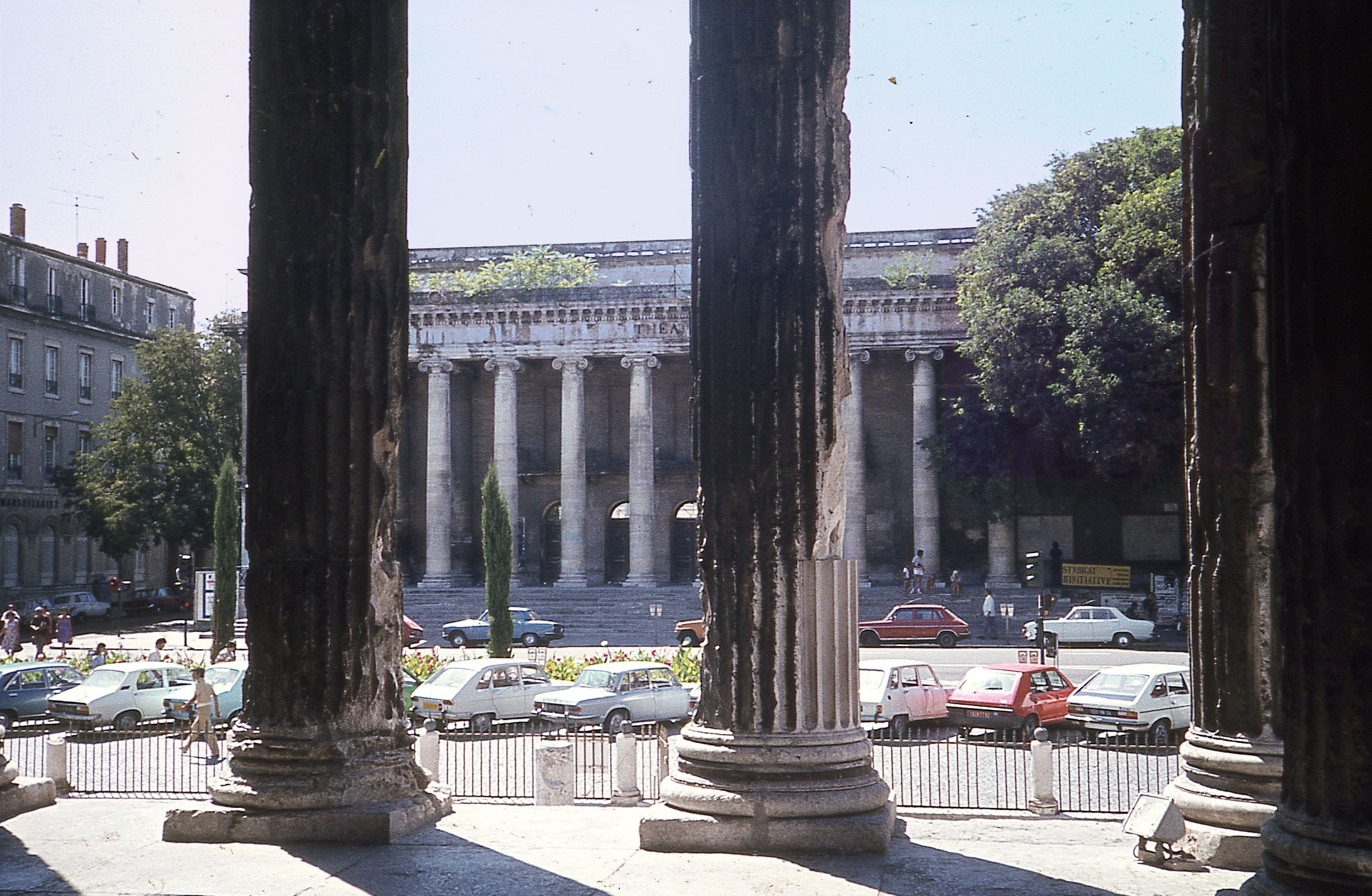
La place de la Maison carrée et l'ancien théâtre de Nîmes en 1980.

La construction du Carré d'art à l'emplacement d'un ancien grand théâtre néo-classique construit de 1798 à 1800, totalement incendié en octobre 1952 et dont ne subsistait que la façade constituée d'une colonnade néoclassique, est décidée par Jean Bousquet, maire de Nîmes de 1983 à 1995. À la suite d'un concours international d'architecture lancé en 1984, c'est le projet de Norman Foster qui est retenu parmi ceux proposés également par César Pelli, Arata Isozaki, Jean Nouvel, et Frank Gehry. L'architecte britannique fait de nombreuses propositions de façade avec ou sans l'intégration de la colonnade de l'ancien théâtre, le choix du jury se portant sur le projet sans les colonnes qui furent démontées et remontées sur une aire d'autoroute.
Le Carré d'art, constitué de verre, de béton et d'acier, est édifié en vis-à-vis de la Maison carrée, temple romain datant du début du Ier siècle apr. J.-C., dont il constitue un pendant contemporain. À la suite des inondations catastrophiques de 1988 qui dévastèrent le forum de la Maison Carrée, Norman Foster est chargé également de réhabiliter et de recréer la place de la Maison Carrée, jusqu'alors occupée par les voitures.
Carré d’Art a ouvert ses portes en 1993 avec l’objectif d’offrir à la population un musée d’art contemporain et un établissement de lecture publique. Inspiré du modèle du Centre national d'art et de culture Georges-Pompidou, inauguré à Paris en 1977, il constitue un équipement culturel mutualisé pour la ville de Nîmes.

## Bibliothèque

### Fonds
La bibliothèque municipale classée de Nîmes, anciennement située Grand-Rue, dans une aile de l'ancien cloître des Jésuites, a déménagé en 1993 pour Carré d'art. Riche de près de 380 000 volumes, 70 incunables et 800 manuscrits, elle est constituée d'un fonds patrimonial et de plusieurs services de lecture publique, chargés du prêt de tous types de documents. Elle est constituée de la bibliothèque de Carré d'art et de plusieurs annexes (trois bibliothèques de quartier et de la mise en service d’un médiabus).
Les fonds anciens de la bibliothèque sont constitués par des collections issues de saisies révolutionnaires et des dépôts effectués aux XIXe et XXe siècles. Ils comprennent notamment  : Manuel de Dhuoda (Xe siècle) ; Décret de Gratien (XIVe siècle) ; Livre d'heures (XVe siècle) ; Astronomicum Caesarum, Apian (1540) ; Discours historial de l'antique et illustre cité de Nismes de Jean Poldo d'Albenas, premier ouvrage imprimé sur l’histoire de la cité nîmoise en 1559 ; Planches botaniques de Pierre Richer de Belleval (1600) ; Dessin du relevé de l'inscription de la Maison Carrée, Jean-François Séguier (1758) ; Histoire de Nismes… Léon Ménard (1750) ; De mauvais sujets, ouvrage rare de Jean Paulhan ; eaux-fortes originales de Marc Chagall (1958).
La bibliothèque est ouverte auprès d'un large public : chercheurs, étudiants et érudits, simples lecteurs. Cette mise en valeur se fait par différents moyens :
- La numérisation de documents : plus de 500 000 images issues de la numérisation des collections sont aujourd’hui disponibles sur la bibliothèque numérique de la ville de Nîmes accueillie sur le site E-corpus du CICL d’Arles.
- L'organisation d'expositions : des expositions de documents originaux sont régulièrement proposées, accompagnées d’un programme de visites à l’attention du grand public et des écoles.
- La diffusion numérique : la bibliothèque présente les fonds patrimoniaux sur son site Internet, en s'attachant à réaliser des produits éditorialisés et des expositions virtuelles. Le webdocumentaire sur la Maison carrée[4] et le panorama numérique de l’histoire du livre intitulé Livresque des profondeurs à l’occasion des 20 ans de Carré d’Art en sont les exemples majeurs.

### Direction
- 1993-1998 : Gilles Éboli
- 1998-2007 : Benoît Lecoq
- 2007-2021 : Michel Étienne
- 2021-2023 : Valérie Bouissou[5]

## Musée
Le maire de Nîmes, Jean Bousquet, missionne le collectionneur d'art contemporain Robert Calle dès 1985 pour monter le projet de la collection permanente du Carré d'art. Ce dernier assure la direction de cet équipement de 1986 à juin 1993.

### Direction
Dès octobre 1991, il invite Guy Tosatto, conservateur, à le rejoindre pour assurer la codirection du musée. Ce dernier lui succède à la direction en 1993 jusqu'en 2000. De 2001 à 2011, Françoise Cohen assure la direction de l'établissement, puis en février 2012, Jean-Marc Prévost, Conservateur du patrimoine, lui succède. Prévost quitte à son tour ses fonctions en 2024 et est remplacé par Hélène Audiffren.

### Historique
En 2013, l'exposition célébrant les vingt ans du musée est confiée à Norman Foster.
Le musée a reçu le label « musée de France ».
Commencée en 1986, la collection du musée réunit près de 600 œuvres et va de 1960 à nos jours. Les acquisitions propres sont complétées de dépôts du FRAC Languedoc-Roussillon et du Fonds national d'art contemporain. Sa constitution s’est appuyée sur la représentation de mouvements qui, comme le nouveau réalisme, Supports/Surfaces et la figuration libre ont pris naissance dans le Sud de la France. L'Arte povera est représenté par des œuvres de Mario Merz, Giuseppe Penone, Alighiero Boetti et Giovanni Anselmo. Les collections rassemblent également des œuvres d’artistes américains comme Richard Artschwager, Allan Kaprow, Joseph Kosuth ou Christopher Wool, espagnols comme Ferran García Sevilla. Une partie de la collection est consacrée à la peinture allemande avec des œuvres de Gerhard Richter, Sigmar Polke et Albert Oehlen ainsi que des installations de Thomas Schütte.
Sophie Calle, Annette Messager ou Suzanne Lafont sont également présentes dans la collection par des ensembles d’œuvres photographiques ou installations. Walid Raad, Ryan Gander, Georg Baselitz ou Taryn Simon font partie des nouvelles acquisitions et dépôts.

## Fréquentation
| Année | Entrées gratuites | Entrées payantes | Total |
| ----- | ----------------- | ---------------- | ----- |
| 2006  | 29475             | 18763            | 48238 |
| 2007  | 23877             | 13145            | 37022 |
| 2008  | 25738             | 12620            | 38358 |
| 2009  | 26315             | 12834            | 39149 |
| 2010  | 28880             | 12849            | 41729 |
| 2011  | 23276             | 14197            | 37473 |
| 2012  | 23460             | 14616            | 38076 |
| 2013  | 23383             | 17840            | 41223 |
| 2014  | 24081             | 16726            | 40807 |
| 2015  | 28962             | 12043            | 41005 |
| 2016  | 36924             | 10267            | 47191 |
| 2017  | 43268             | 10087            | 53355 |